# Marcin Pabierowski
Marcin Bogusław Pabierowski (ur. 16 sierpnia 1978 w Zielonej Górze) – polski samorządowiec i inżynier, od 2024 prezydent Zielonej Góry.

## Życiorys
Z wykształcenia inżynier budownictwa, absolwent Wydziału Inżynierii Lądowej i Środowiska Uniwersytetu Zielonogórskiego. Ukończył także studia podyplomowe na Wydziale Inżynierii Bezpieczeństwa Pożarowego Szkoły Głównej Służby Pożarniczej w Warszawie oraz na Wydziale Wiertnictwa, Nafty i Gazu Akademii Górniczo-Hutniczej w Krakowie. Pracował w Niemczech jako monter elewacji, a następnie w Polsce jako majster budowy i kierownik robót. Był potem inspektorem nadzoru branżowego w zielonogórskim oddziale Polskiego Górnictwa Naftowego i Gazownictwa. Zawodowo zajął się działalnością jako inspektor ochrony przeciwpożarowej, a także projektowaniem i nadzorem budowlanym inwestorskim. Został członkiem okręgowej rady Lubuskiej Okręgowej Izby Inżynierów Budownictwa.
Zaangażował się w działalność polityczną w ramach Platformy Obywatelskiej. W 2015 po raz pierwszy został wybrany na radnego Zielonej Góry. W wyborach samorządowych w 2018 po raz drugi uzyskał mandat radnego, otrzymując 3258 głosów.
W wyborach samorządowych w 2024 był kandydatem Koalicji Obywatelskiej na prezydenta Zielonej Góry; w pierwszej turze otrzymał 22 098 głosów (42,74%), przechodząc do drugiej tury. Zwyciężył w niej z ubiegającym się o reelekcję Januszem Kubickim, otrzymując 28 464 głosy (57,46%). 7 maja 2024 złożył ślubowanie, obejmując urząd prezydenta miasta.